# مجموعه صنعتی معدن زغال سنگ زولورین
مجموعه صنعتی معدن زغال سنگ زولفراین (آلمانی: Zeche Zollverein) یک مجموعه صنعتی بزرگ در اسن واقع در نوردراین-وستفالن در کشور آلمان است. این مجموعه به عنوان یک مرکز گردشگری جزء میراث جهانی یونسکو در آلمان محسوب می‌گردد.

برج سیم کشی محور ۱۲ مجموعه که به عنوان یک نماد برای منطقه رور) در آمده است.

## نگارخانه

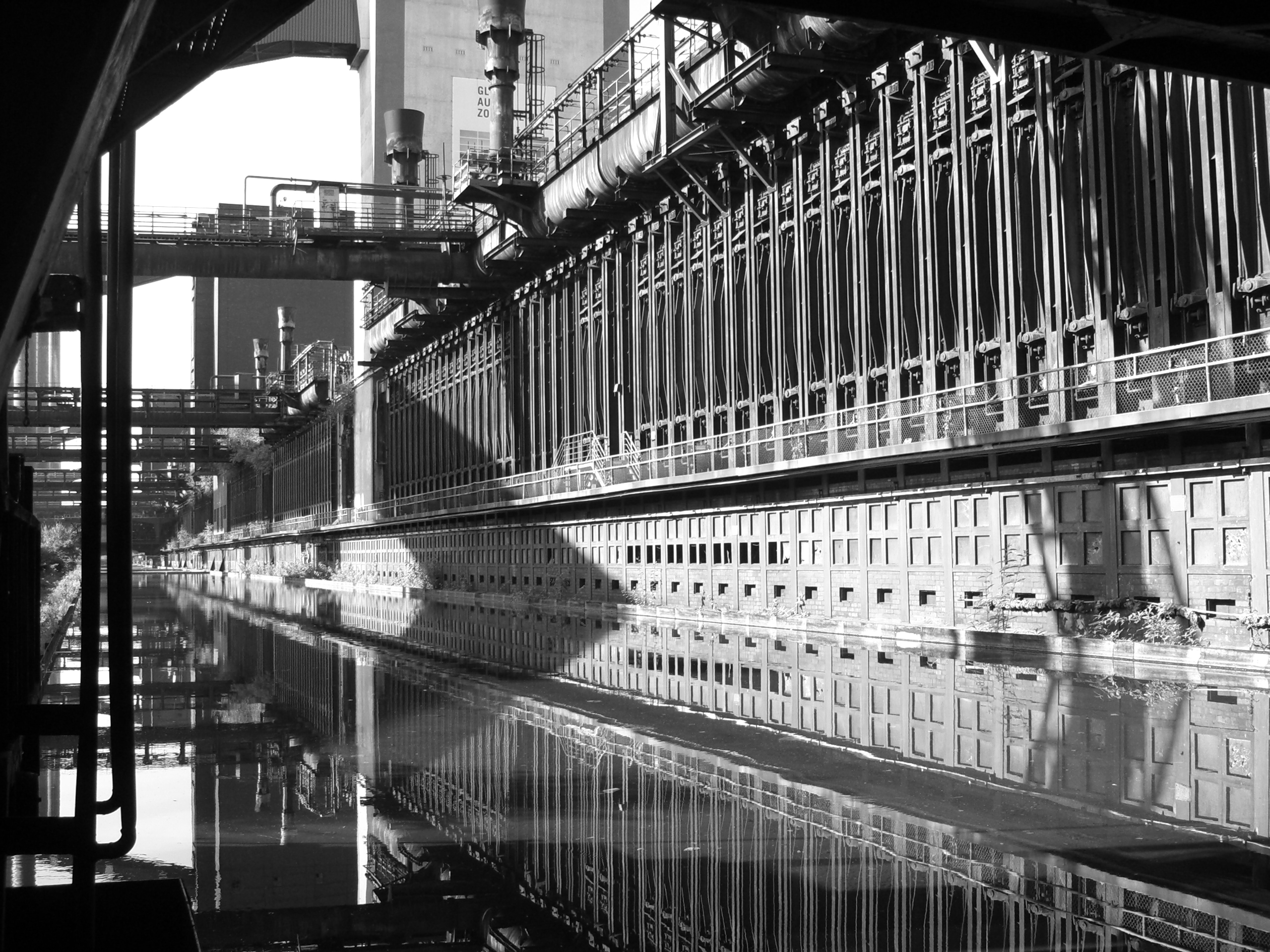
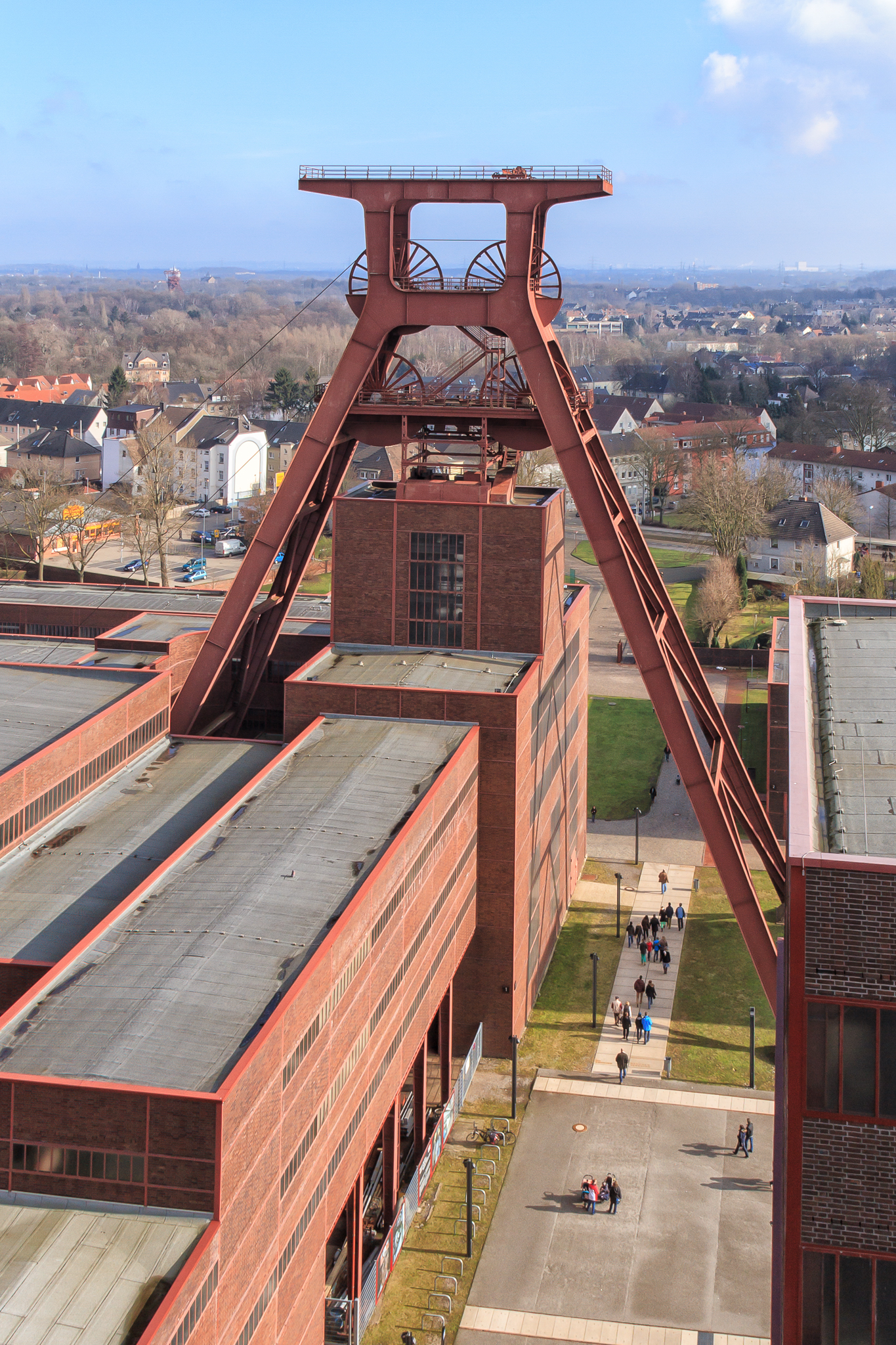
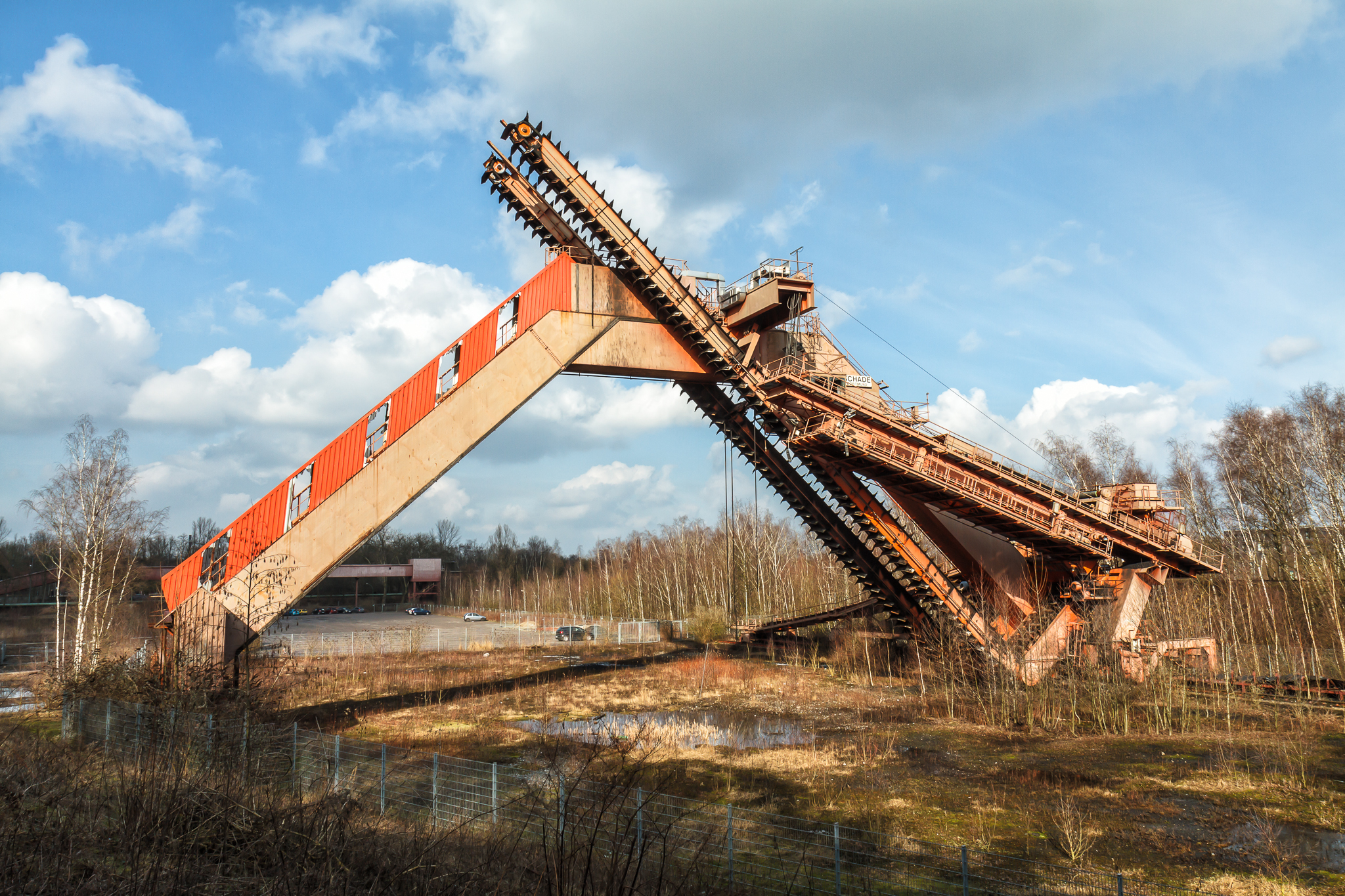
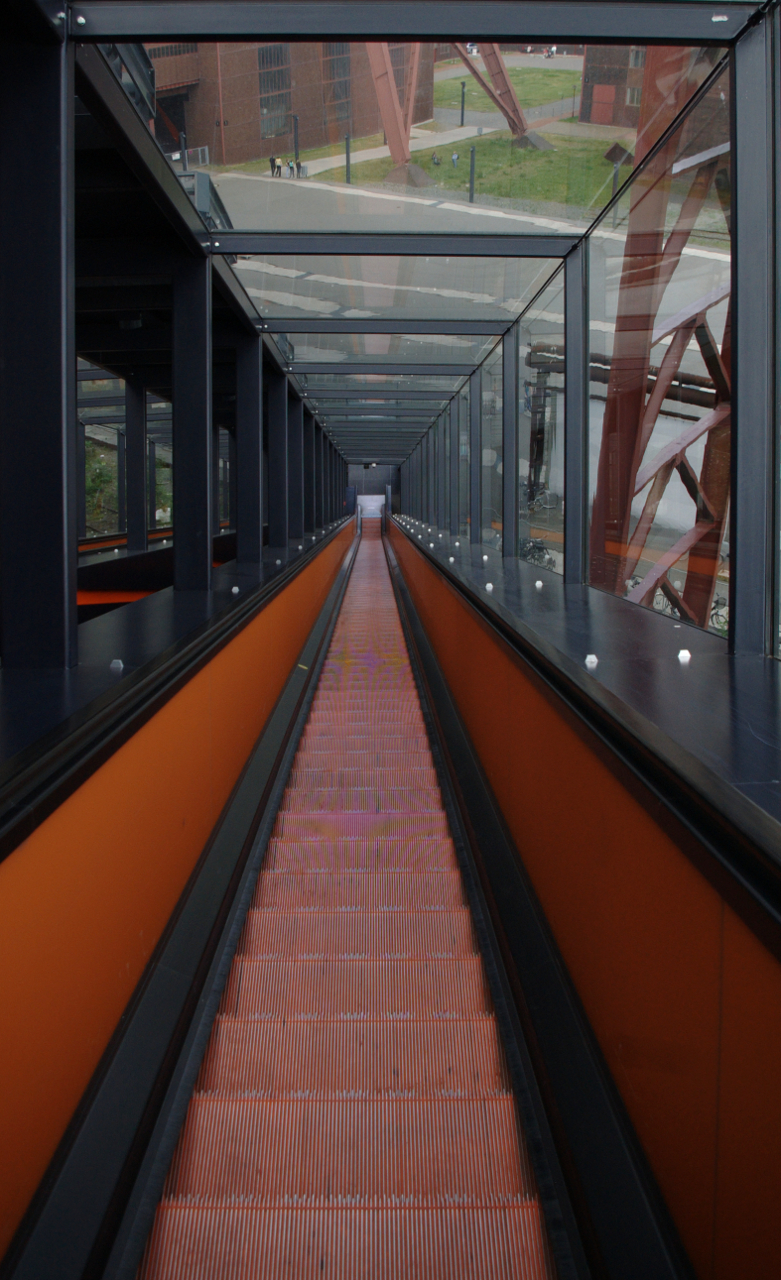